# Раен
Раен (фр. Rahin) је река у Француској. Дуга је 51 km. Улива се у Ognon. 